# NGC 6729
NGC 6729 је емисионо-рефлексиона маглина у сазвежђу Јужна круна која се налази на NGC листи објеката дубоког неба.
Деклинација објекта је - 36° 57' 28" а ректасцензија 19h 1m 55,3s. Привидна величина (магнитуда) објекта NGC 6729 износи 11,4. NGC 6729 је још познат и под ознакама ESO 396-N*15.